# Ultimate Garden Clash
Unter dem Namen Ultimate Garden Clash entwickelte sich 2020 in der  Leichtathletik während der Covid-19-Pandemie mit Unterstützung des Weltleichtathletikverbandes World Athletics eine internationale Serie von Fernwettkämpfen, wobei das Publikum diese in Echtzeit per Internet mitverfolgen kann.

## Historie
Um die wettkampflose Zeit während der Pandemie zu überbrücken und Motivationsprobleme beim Leistungssport zu vermeiden, waren die Stabhochspringer Armand Duplantis und Renaud Lavillenie auf die Idee gekommen, einen Fernwettkampf, an dem sich auch Sam Kendricks beteiligte, auf ihren eigenen Stabhochsprunganlagen in ihren Gärten durchzuführen, daher auch die Namensgebung. Die Idee fand die Unterstützung des Weltleichtathletikverbandes World Athletics, der schon vor der ersten Austragung Möglichkeiten weiterer Wettkämpfe prüfte.

## Wettkampfübersicht
| Nr. | Datum        | Disziplin      | Name               | Ort                   | Wertungen | Platzierung |
| --- | ------------ | -------------- | ------------------ | --------------------- | --------- | ----------- |
| 1   | 3. Mai 2020  | Stabhochsprung | Renaud Lavillenie  | Clermont-Ferrand      | 36        | 1           |
| 1   | 3. Mai 2020  | Stabhochsprung | Armand Duplantis   | Lafayette (Louisiana) | 36        | 1           |
| 1   | 3. Mai 2020  | Stabhochsprung | Sam Kendricks      | Oxford (Mississippi)  | 26        | 3           |
| 2   | 16. Mai 2020 | Stabhochsprung | Katerina Stefanidi | Athen                 | 34        | 1           |
| 2   | 16. Mai 2020 | Stabhochsprung | Katie Nageotte     | Marietta (Georgia)    | 30        | 2           |
| 2   | 16. Mai 2020 | Stabhochsprung | Alysha Newman      | Bolton (Ontario)      | 21        | 3           |
|     |              |                |                    |                       |           |             |
| 3   | 7. Juni 2020 | Dreikampf      | Kevin Mayer        | Montpellier           | 71        | 1           |
| 3   | 7. Juni 2020 | Dreikampf      | Niklas Kaul        | Mainz                 | 63        | 2           |
| 3   | 7. Juni 2020 | Dreikampf      | Maicel Uibo        | Clermont (Florida)    | 61        | 3           |

## Wettkämpfe
Bislang gingen jeweils drei Sportler oder Sportlerinnen auf ihren privaten oder Sportanlagen in ihren Heimatstädten zeitgleich und unter pandemiebedingten Kontaktbeschränkungen an den Start.

### Stabhochsprung Männer
Am 3. Mai 2020 stellten sich auf den Stabhochsprunganlagen in ihren privaten Gärten Renaud Lavillenie in Clermont-Ferrand, Armand Duplantis in Lafayette (Louisiana) und Sam Kendricks in Oxford (Mississippi) der Herausforderung.

#### Wettkampfformat
Statt um übersprungene Höhen zu konkurrieren, was pandemiebedingt in Ermanglung von Kampfrichtern beim wettkampfgerechten Höhenausrichten der Latte schwierig gewesen wäre,  erarbeiteten die drei Sportler gemeinsam ihr eigenes Wettkampfformat. Innerhalb von zweimal 15 Minuten ging es darum, so häufig wie möglich eine Höhe von 5,00 Metern zu überwinden und gerissene Latten selbst wieder auf die Aufleger zu hieven. Nur beim Notieren der gültigen Versuche hatten Duplantis und Kendricks Unterstützung, Lavillenie blätterte nach jedem Sprung selbst die Anzeigetafel eine Nummer weiter.

#### Wettkampfergebnisse
Lavillenie und Duplantis übersprangen häufiger als einmal pro Minute die 5-Meter-Marke, wobei beide jeweils einmal die Latte rissen. Duplantis ging zunächst in Führung und lag zur Halbzeit mit 18 Überquerungen einen Sprung vor Lavillenie, während Kendricks auf 12 erfolgreiche Sprünge kam. Insgesamt überquerten sie je 36 mal die fünf Meter; Lavillenie etwas früher als Duplantis, doch er verzichtete auf ein Stechen, und so teilten sie sich den Sieg. Kendricks schaffte die Überquerung 26 mal und zeigte in Serie Sprünge, die auch für 5,30 m gereicht hätten.

### Stabhochsprung Frauen
Da die Frauen keine Heimanlagen in ihren privaten Gärten hatten, nahmen sie am 16. Mai 2020 auf Sportplätzen in ihrer jeweiligen Heimat Anlauf: Katerina Stefanidi in Athen, Katie Nageotte in Marietta (Georgia) und Alysha Newman in Bolton (Ontario).

#### Wettkampfformat
Die Sportlerinnen, deren Bestmarken allesamt teils deutlich jenseits der 4,80-Meter-Marke liegen, entschieden sich dazu, ihre Latten auf 4,00 Meter zu legen und diese Höhe ebenfalls innerhalb von zweimal 15 Minuten so häufig wie möglich zu überqueren.

#### Wettkampfergebnisse
Stefanidi ging früh in Führung, dicht gefolgt von Nageotte, wohingegen Newman einige Fehlversuche verbuchen musste. Am Ende der ersten Halbzeit konnte Stefanidi bei 39 °C 19 Überquerungen zählen, Nageotte 16 und Newman 12. Nach der Pause behielt Stefanidi ihr Tempo bei, musste aber, wie Nageotte, nach ein paar Minuten den ersten Fehlversuch verzeichnen und Newman konnte etwas aufholen. Als nur noch wenige Minuten zur Verfügung standen, riss Stefanidi ein zweites Mal, brauchte mit ihren schmerzenden Armen eine Weile die Latte wieder aufzulegen und konnte in den verbleibenden zwei Minuten noch einige erfolgreiche Sprünge absolvieren.
Am Ende konnte Stefanidi 34 Überquerungen verbuchen, Nageotte, die lange Zeit bei schwülen Bedingungen mithalten konnte, erreichte 30 und Newman, die mit kühlen Temperaturen und ihrer Technik zu kämpfen hatte und ein ums andere Mal die Latte wieder auflegen musste, kam auf 21.

### Dreikampf Männer
Zu einem besonderen Dreikampf traten am 7. Juni 2020 drei Zehnkämpfer in ihren Trainingsstätten an: Niklas Kaul in Mainz, Kevin Mayer in Montpellier und Maicel Uibo in Clermont (Florida). Während Mayer in Südfrankreich bei strahlenden Sonnenschein und Uibo in Florida bei feucht-schwülen 30 °C im Freien starteten, trat Kaul in Mainz in einer Trainingshalle an.

#### Wettkampfformat
Wie in den Stabhochsprungwettbewerben ging es weniger um absolute Spitzenleistungen in einer Disziplin, sondern vielmehr um Ausdauer gepaart mit Technik. Dabei konnten sich die Zehnkämpfer in einem ungewöhnlichen Dreikampf messen: nacheinander waren Stabhochsprung, Kugelstoßen und ein Pendellauf zwischen Hütchen zu bewältigen.
Im Stabhochsprung standen den Athleten zehn Minuten zur Verfügung, um so häufig wie möglich die Vier-Meter-Marke zu überqueren. Im Kugelstoßen ging es darum, innerhalb von zehn Minuten so häufig wie möglich über 12 Meter zu stoßen und beim Pendellauf binnen fünf Minuten zwei 20 Meter auseinanderstehende Markierungen so oft wie möglich zu umrunden.

#### Wettkampfergebnisse
Zur Ermittlung des Gesamtsiegers wurden die erreichten Punkte pro Wettkampf addiert. Trotz eines 25-sekündigen Spätstarts von Mayer, er hatte erst noch etwas Flüssigkeit zu sich genommen, obwohl die Uhr schon lief, konnte er den Rückstand zügig aufholen und schließlich mit 17 erfolgreichen Sprüngen den Durchgang für sich entscheiden. Uibo kam auf 15 und Kaul auf 14 Lattenüberquerungen. Da keiner riss, brauchte auch keiner die Latte selbst wieder aufzulegen. Mit persönlicher Bestleistung von 17,08 Metern, fast zwei Meter mehr als seine Mitstreiter, ging Mayer als großer Favorit in das Kugelstoßen bei dem die Wettkämpfer ihr Wurfgerät jedoch selbst einsammeln mussten. Mayer fand schnell seinen Rhythmus und beendete den Durchgang mit 28 gelungenen Würfen gegenüber 22 von Kaul und 20 von Uibo.
Nach der zweiten Disziplin hatte Mayer mit 45 Punkten einen komfortablen Vorsprung gegenüber 36 von Kaul, der sich um einer Punkt vor Uibo geschoben hatte.
Beim Umrundungslauf lagen die Wettkämpfer gleich auf, aber Kaul konnte als schnellster 1500-Meter-Läufer von den Dreien sich wenige Sekunden vor Schluss etwas absetzen und mit 27 gegenüber 26 Runden seiner Konkurrenten den Lauf für sich entscheiden.
In der Gesamtwertung kam Mayer auf 71, Kaul auf 63 und Uibo auf 61 Punkte.

## Ergebnisse im Vergleich

### Stabhochsprung
Nach der ersten Halbzeit wies Stefanidi mit 19 Überquerungen mehr erfolgreiche Sprünge auf, als der führende Duplantis zu dieser Zeit, und mit jeweils 47 gültigen Versuchen lagen Männer und Frauen gleichauf. Am Ende lag Stefanidi mit 34 Sprüngen knapp hinter Lavillenie und Duplantis mit jeweils 36 gelungenen Versuchen. Die Männer kamen auf insgesamt 98 Lattenüberquerungen, die Frauen auf 85.

## Fazit

### Stabhochsprung
Für die Frauen war die Herausforderung etwas größer, da ihre Bestmarken deutlich jenseits der 4,80 m liegen, sie sich aber entschlossen ihre Latten auf 4,00 Meter zu legen, wobei die Sechs-Meter-Springer 5,00 Meter zu überwinden hatten. Da die Männer rund 1,20 Meter unter ihren Bestmarken sprangen, und die Frauen ungefähr 90 Zentimeter, müssten nach Ansicht von Stefanidi die Höhen angepasst werden, auch könne sie sich vorstellen einen gemeinsamen Wettkampf mit den Männern zu bestreiten.
Nach Ansicht von Lisa Ryzih dürfte der Wettkampf für Frauen kraftraubender sein, weil die Männer bei 5,00 Metern sechs Schritte Anlauf genommen haben und die Frauen für 4,00 Meter eigentlich acht brauchen, also länger laufen. Wie sie selbst bei der Challenge abschneiden würde, will sie zuhause im Training testen.
Inwieweit die unterschiedlichen Wetter- und Temperaturbedingungen an den Wettkampforten bedeutenden Einfluss hatten, wurde bislang nicht weiter thematisiert.

## Videolinks
- The Ultimate Garden Clash - Pole Vault Edition | Livestream Männer
- The Ultimate Garden Clash - Pole Vault Edition | Livestream Frauen
- The Ultimate Garden Clash - Combined Events Edition | Livestream Männer